# Nankingský masakr

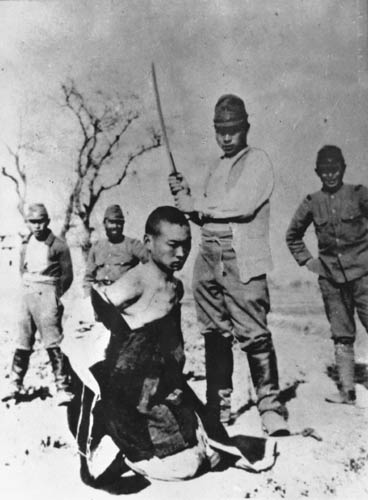
Japonský voják stíná čínského zajatce

Nankingský masakr nebo znásilnění Nankingu byl válečný zločin spáchaný Japonskou císařskou armádou během druhé čínsko-japonské války. K události došlo v průběhu přibližně sedmi týdnů po 13. prosinci 1937, kdy byl dobyt Nanking, od roku 1928 hlavní město Čínské republiky. Ve městě byli hromadně popravováni zajatí čínští vojáci, masakrováni civilisté, mučeny a znásilňovány desetitisíce osob. Rozšířené bylo rabování a žhářství. Během několika prvních týdnů zničila armáda ohněm třetinu celého města a tři čtvrtiny všech obchodů. Přesný počet obětí masakru není znám. Mezinárodní vojenský tribunál pro Dálný východ (IMTFE) odhadl jejich počet na 260 000 civilistů, jiné odhady ale hovoří až o 430 000. Počet znásilněných je odhadován na 20 000 až 80 000.

## Předehra

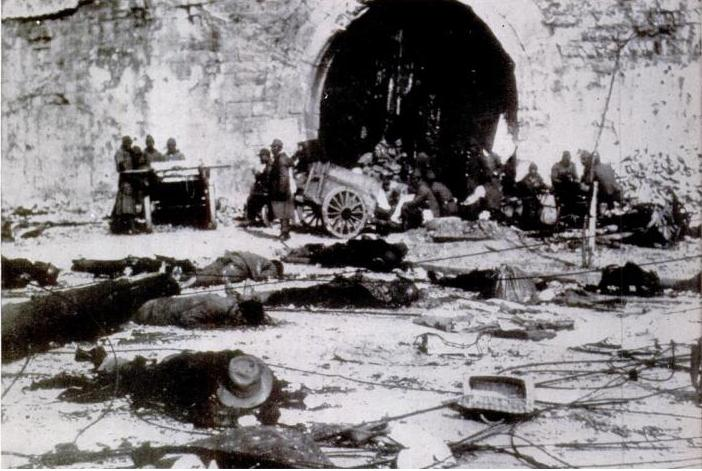
Japonští vojáci v jedné z městských bran

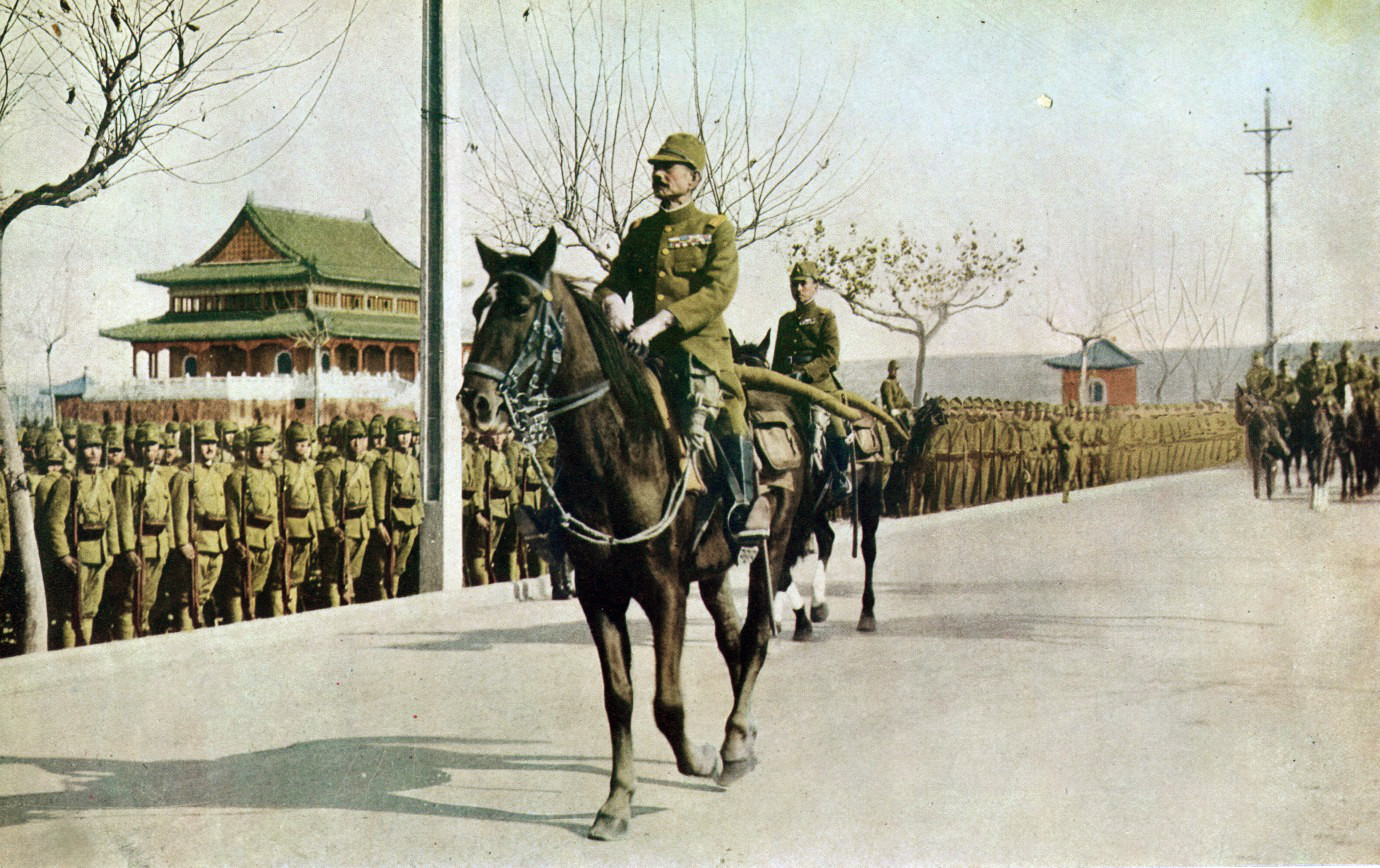
Generál Macui Iwane triumfálně vjíždí do města

Válka vypukla v červenci 1937 po incidentu na mostě Marca Pola. Proti japonské císařské armádě stála sice početnější, ale špatně vyzbrojená a organizovaná armáda Kuomintangu (a partyzáni z řad čínských komunistů). Japonci brzy dobyli Peking, zatímco Šanghaj padla teprve v listopadu 1937 po tříměsíčních těžkých bojích. Japonci poté začali ohrožovat čínské hlavní město. Vrchním velitelem japonských sil u Nankingu byl jmenován princ Asaka Jasuhiko, strýc císaře Hirohita. Čínský generál Čankajšek se rozhodl posílit obranu města, zároveň z něj ale evakuoval vládní úřady. Obranou města pověřil generála Tchang Šeng-ča. V polovině listopadu posílilo obranu města 50 000 čínských vojáků, přičemž budování obrany bylo v plném proudu. Na druhé straně město opouštěly davy civilistů a 8. prosince z něj odletěl rovněž generál Čankajšek s manželkou.
Japonská císařská armáda při svém postupu na Nanking ničila a plenila okolní města a vesnice, mezi kterými bylo i město Su-čou přezdívané čínské Benátky. 7. prosince byl Nanking definitivně obklíčen. Přestože měly čínské jednotky velkou početní převahu, japonská císařská armáda ho dobyla za pouhé čtyři dny. Číňané trpěli nedostatkem dopravních prostředků, spojovací techniky, morálky a navíc se jednotky z různých částí země mezi sebou nedomluvily kvůli odlišnému jazyku. Dne 11. prosince generál Čankajšek rozhodl, že se generál Tchang musí přepravit na druhou stranu řeky Jang-c’-ťiang do města Pchu-kchou a odtud řídit evakuaci čínských jednotek z Nankingu. Evakuace začala 12. prosince.
Čínská obrana byla pod velkým japonským tlakem, například hrozilo prolomení bran do města, evakuace však vnesla do jejich řad chaos. Únik byl možný pouze ze severního přístavu přes Jang-c'-ťiang. Veškeré komunikace směrem k přístavu byly beznadějně ucpány a nemalé ztráty na životech byly způsobeny přetížením lodí, které se v řece převrhávaly a potápěly. Dne 13. prosince Japonci prolomili hradby města a Nanking plně ovládli. Jednotky, které ve městě zůstaly, se víceméně rozpadly a jejich vojáci se zoufale snažili sehnat nějaké civilní oblečení. Vyčerpaní Číňané se však pod příslibem slušného zacházení vzdali. Přispěl k tomu fakt, že vojenský velitel armády v oblasti centrální Číny, generál Iwane Macui, před časem vydal rozkaz k pokojném vstupu do města a nedrancování. Právě nahrazení Macuiho princem Asakou však znamenalo zásadní přehodnocení tohoto rozkazu.

## Válečné zločiny

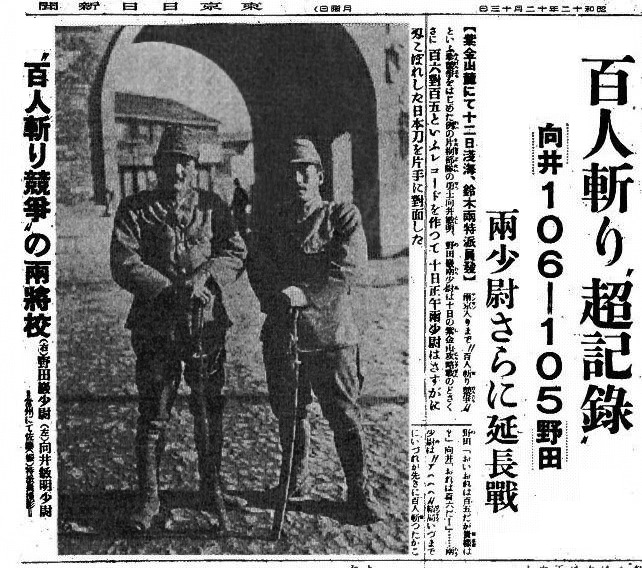
Novinový článek informující o soutěži ve stínání hlav mezi dvěma japonskými důstojníky. Po válce byli oba aktéři soutěže — podporučíci Takeši Nodo a Tošiaki Mukai, předáni Číně a odsouzeni k trestu smrti.

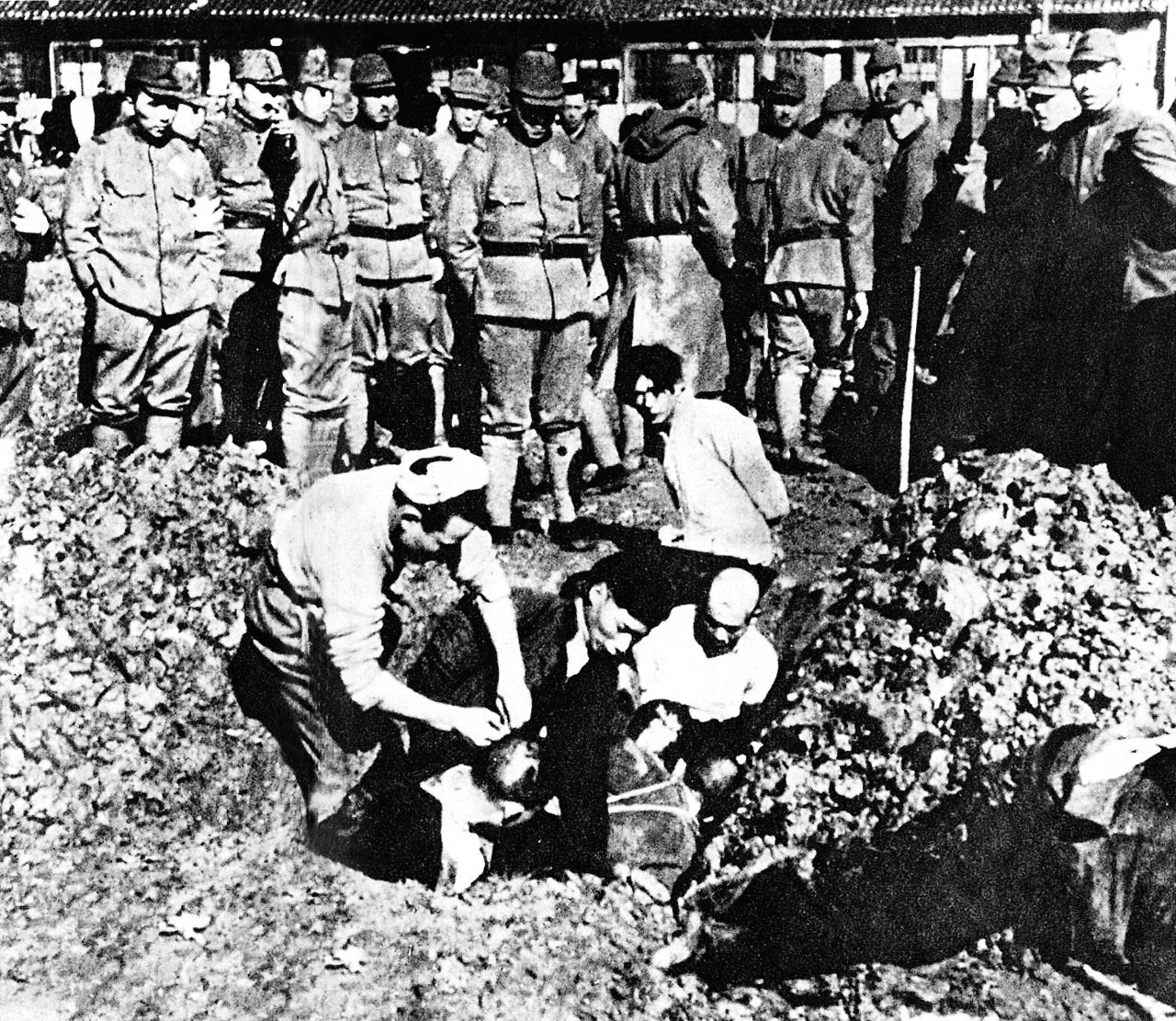
Čínští civilisté jsou pohřbíváni zaživa

Mnoho měst a vesnic bylo Japonci srovnáno se zemí cestou k Nankingu. Velké množství čínských vojáků na předměstí bylo zajato a popraveno ještě předtím, než císařská armáda do města vůbec vkročila. Teprve poté začalo zabíjení civilistů. Důvodem poprav čínských vojáků byla mimo jiné jejich početní převaha nad Japonci, kteří čínské vojáky nechtěli živit. Z hlediska japonského vojenského kodexu cti navíc neměl život zajatce žádnou hodnotu. Před i po pádu města Japonci zatýkali muže, o kterých se domnívali, že mohou být čínští vojáci — de facto všechny muže určitého věku. Zajatci byli obvykle rozděleni do menších skupin a zastřeleni, setnuti či pohřbeni zaživa. Velké množství mladých mužů bylo zmasakrováno na březích řeky Jang-c’-ťiang a jejich těla řeka odnesla pryč. To znesnadnilo pozdější odhady počtu obětí. Podle odhadu tehdejšího japonského majora Óty Hisaa bylo do řeky naházeno na 150 000 těl. Popravováni byli též ranění lidé zajatí v nankingských nemocnicích.
Po likvidaci zajatců vnikli Japonci do města a začali zabíjet civilisty, které v ulicích města či při rabování domů potkali. Běžně přitom používali bodáky a meče, zatímco jindy byly oběti upáleny zaživa, použity pro výcvik útoku na bodáky či usmrceny psy. Japonští vojáci též pořádali soutěže ve stínání hlav, o kterých byly psány reportáže do japonských periodik. Vraždy obecně provázelo mučení, mrzačení a znásilňování.
Podle Brownmillerové bylo hromadné znásilňování svým měřítkem druhé nejhorší v historii, hned za znásilňováním bengálských žen pákistánskými vojáky během Indo-pákistánské války v roce 1971. Podle Iris Changové je srovnatelné se situací během občanské války v Jugoslávii. Odhady počtu znásilněných žen se pohybují mezi 20 000 a 80 000. Cílem útoků se staly ženy všech věkových skupin (včetně malých dětí) i povolání, buddhistické mnišky nevyjímaje. Znásilnění mnohdy probíhala brutálním způsobem před zraky rodiny či za vynucené účasti jejích členů, přičemž znásilněné ženy a jejich příbuzní byli poté často zabiti. Ženy byly též odvlékány do zajetí a zavírány do armádních nevěstinců.

## Nankingská bezpečnostní zóna
V Nankingu žilo před jeho pádem mnoho cizinců. Po pádu města jich zde zůstalo 22 a krátce též několik žurnalistů, kteří odešli za několik dní po pádu města, aby podali první zprávy o masakrech. Když se Japonci v polovině listopadu blížili k Nankingu, skupina znepokojených cizinců vytvořila Mezinárodní výbor pro nankingskou bezpečnost, aby stanovil bezpečnostní zónu, která by chránila uprchlíky. Předsedou výboru a šéfem bezpečnostní zóny byl zvolen John Rabe, německý obchodník a vedoucí nankingské pobočky NSDAP (páska se svastikou na paži a příslušnost k Třetí říši, japonskému spojenci, mu pomáhaly při intervencích ve jménu uprchlíků). Mezi další členy výboru patřili inženýr Christian Kroger, zástupce YMCA George Ashmore Fitch, lékař Robert O. Wilson, lékař Richard Brady, unitářský misionář James McCallum, děkanka ginlingské univerzity Wilhelmina Vautrinová, profesor sociologie na ginlingské univerzitě Lewis S.C. Smythe či presbytariánský misionář W. Plumer Mills. Členové výboru mimo ochrany uprchlíků rovněž vedli podrobné záznamy o průběhu masakru, které přispěly k získání mezinárodní publicity, a po válce svědčili před mezinárodním tribunálem.

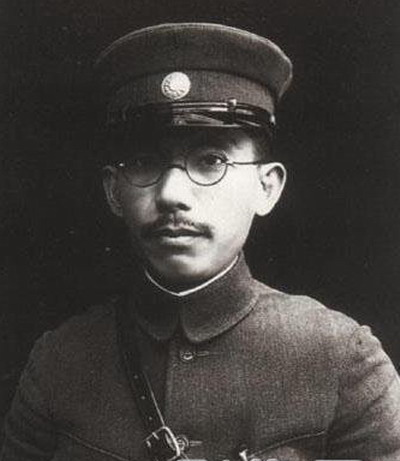
Generál Tchang Šeng-č, řídil neúspěšnou obranu Nankingu

Vznik zóny inspiroval francouzský kněz Jacquinot de Bessage, který zřídil podobné neutrální pásmo pro 450 000 uprchlíků v průběhu bitvy o Šanghaj. Zóna měla rozlohu 2,5 čtvereční míle (6,47 km2) a nacházela se západně od centra města. Zahrnovala nankingskou univerzitu, nemocnici Nankingské univerzity, Ginlingskou univerzitní školu pro ženy, americký diplomatický úřad a řadu čínských vládních budov. Po pádu města se v zóně ukryly statisíce lidí. Japonci přitom odmítli akceptovat samotný vznik zóny a později se ji několikrát pokusili zrušit. Po pádu města sice byli v zóně mnohem zdrženlivější, ale i zde často pátrali po mladých mužích, kterých tisíce popravili, či ženách, které odvlékali do nevěstinců. Uprchlíky tak ohrožovali neustále. Cizinci museli uprchlíky týdny střežit a jen jejich přítomnost či osobní intervence mnohdy zabránila nejhoršímu. Mezi další problémy zóny patřilo přelidnění, nedostatek jídla, léků a katastrofální hygienické podmínky.
Přes velice obtížné podmínky však zóna svůj účel splnila. Po pádu města se do zóny postupně stáhlo na 300 000 uprchlíků, tedy až polovina obyvatel města. V zóně většina z nich úspěšně přečkala trvání masakru. Jak uvádí Changová: „Jestliže na vrcholu masakru uprchla do bezpečnostní zóny polovina nankingského obyvatelstva, pak druhá polovina – téměř všichni, kterým se nepodařilo do zóny dostat – zahynula v rukou Japonců“.

## Počet obětí
Před vypuknutím války měl Nanking okolo jednoho miliónu obyvatel. V době jeho pádu již téměř polovina stálých obyvatel město opustila, bylo v něm však mnoho uprchlíků a vojáků. Ve městě mohlo být přibližně 600 000-700 000 osob. Přesný počet obětí masakru není znám. Například Mezinárodní vojenský tribunál pro Dálný východ (IMTFE) jejich počet odhadl na 260 000 civilistů, jiné odhady ale hovoří až o 430 000 (historik Liu Fang-ču). Naopak někteří japonští autoři udávají 3000, což však jednoznačně vyvracejí dobové prameny. Japonská vláda k dnešnímu dni tvrdí, že tyto počty jsou přehnané. Někteří politikové dokonce prohlašovali, že celý masakr je výmysl. Masakr je především cílem kritiky japonských nacionalistů a revizionistů.

## Mezinárodní ohlas

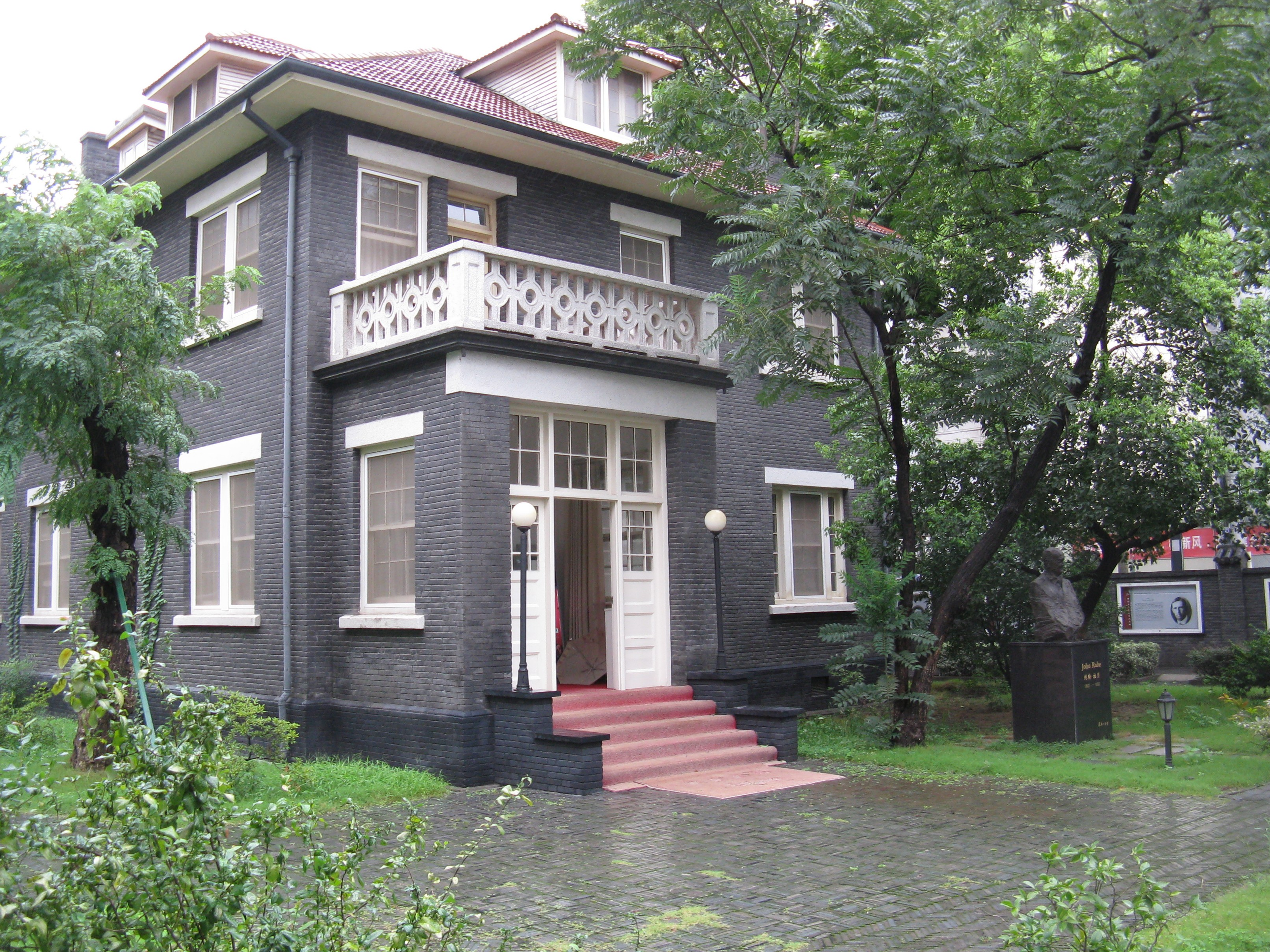
Dům Johna Rabeho se stal útočištěm pro mnoho uprchlíků

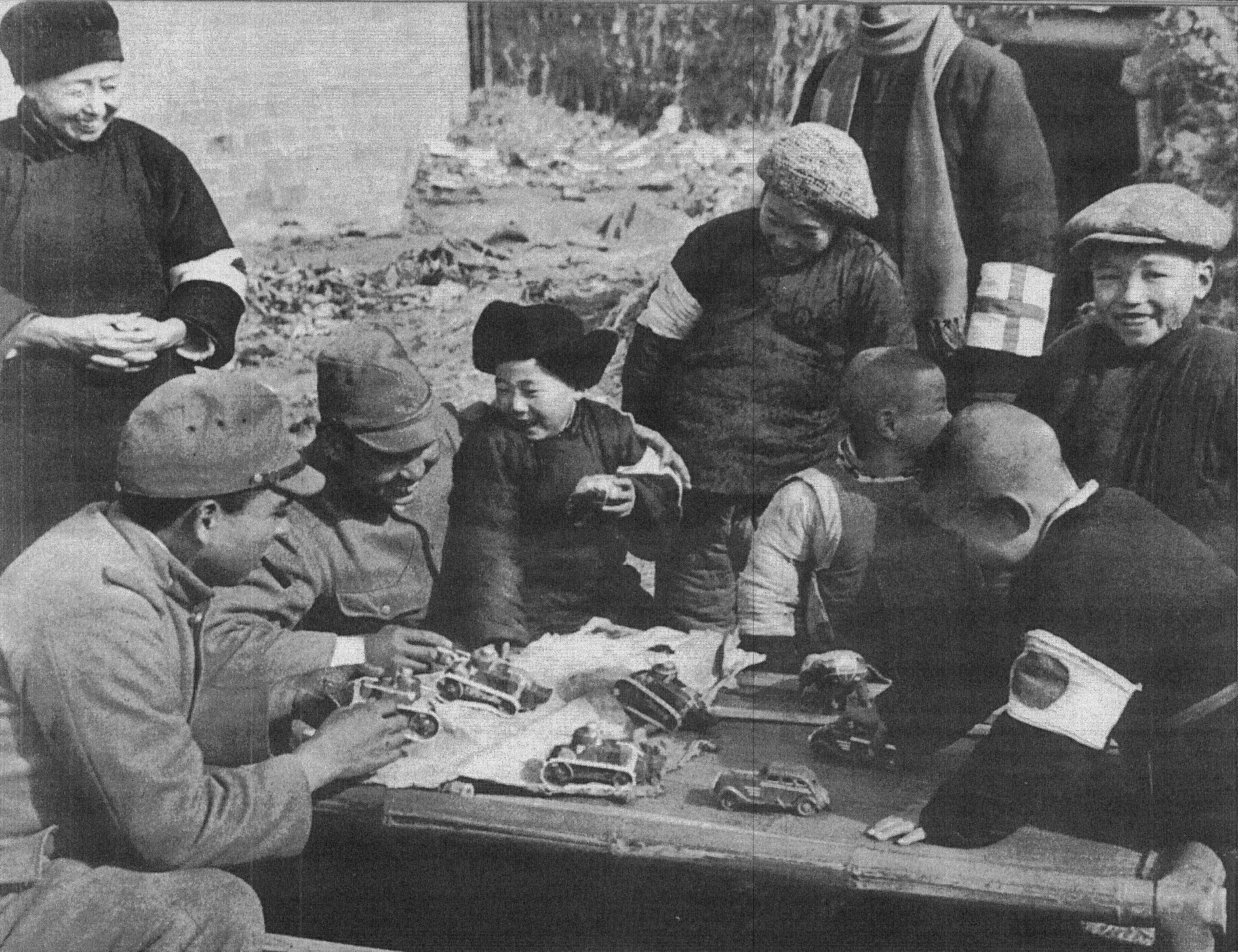
Propagandistická fotografie měla navodit dojem přátelství mezi dětmi z dobytého města a japonskými vojáky.

Nankingský masakr se dostal do povědomí mezinárodní veřejnosti nedlouho po jeho vypuknutí. Už předtím reportéři psali o postupu japonské císařské armády k městu, o jeho bombardování armádním letectvem a o vytvoření bezpečnostní zóny. V prvních dnech masakru o něm dokonce podrobně, včetně fotografií, referoval japonský tisk. Japonci totiž byli hrdí na dobytí města a teprve po rozhořčené reakci světové veřejnosti na probíhající masakry začali události tajit, likvidovat důkazy o masakru a rovněž zahájili širokou, leč neúspěšnou, propagandistickou kampaň. O masakru jako první informovali američtí zahraniční dopisovatelé, Frank Tillman Durdin z The New York Times, Archibald Steele z The Chicago Daily News a C. Yates McDaniel z tiskové agentury Associated Press. Všichni tři strávili v Nankingu několik prvních dní po jeho pádu a poté odcestovali do USA. Japonci následně město pro novináře zcela uzavřeli a dlouhodobě bránili též návratu zahraničních diplomatů. Členům Mezinárodního výboru pro nankingskou bezpečnost se přesto podařilo předat novinám obsáhlou dokumentaci a dokonce i několik filmových pásů se záběry masakrů.

## Poválečné vyrovnání
Po skončení války Spojenci zorganizovali tribunály pro souzení japonských válečných zločinů. Hlavním byl Mezinárodní vojenský tribunál pro Dálný Východ v Tokiu, známý též jako Tokijský proces. Proces byl zahájen 3. května 1946 a trval celkem dva a půl roku. Tribunál soudil 28 japonských vysokých vojenských a politických činitelů, označených jako zločinci kategorie A. Tribunál došel k závěru, že nankingský masakr nebyl nahodilý, nýbrž plánovaný akt, o kterém politici v Tokiu věděli. Hlavním viníkem byl označen generál Iwane Macui, velitel japonské armády v oblasti centrální Číny, odsouzený k trestu smrti.
V samotném Nankingu byly uspořádány procesy se zločinci kategorií B a C. Nankingské procesy probíhaly od srpna 1946 do února 1947. Svědčilo v nich více než 1000 lidí. Asi nejvýznamnější v Nankingu souzenou osobou byl generálporučík Hisao Tani, který během masakru velel japonské 6. armádní divizi. Soud uznal Hisaa vinným z porušení haagské konvence o pravidlech pozemní války a o zacházení s válečnými zajatci v době války a odsoudil ho k trestu smrti. Dne 26. dubna 1947 byl Hisao popraven zastřelením. Dalším z případů byli japonští podporučíci Takeši Noda a Tošiaki Mukai, kteří ve městě soutěžili ve stínání zajatců a o soutěži dokonce referoval japonský tisk. Každý měl zabít více než sto lidí. Oba přitom své činy popřeli. Na základě rozhodnutí soudu byli zastřeleni popravčí četou.
Další viníci masakru z různých důvodů soudu unikli. Generál Kesagó Nakadžima zemřel 28. října 1945, patrně na uremii a cirhózu jater. Generál Heisuke Janagawa zemřel v roce 1945 na infarkt. Císař Hirohito získal před procesem od americké vlády imunitu a nemohl být ani předvolán jako svědek. Možná míra jeho zavinění tak nemohla být posouzena. Stejně tak byl chráněn jeho strýc, princ Asaka Jasuhiko, hlavní velitel vojsk v Nankingu, za jehož velení byl vydán rozkaz zabíjet všechny zajatce. Stejně tak nebyli souzeni řadoví vojáci císařské armády.

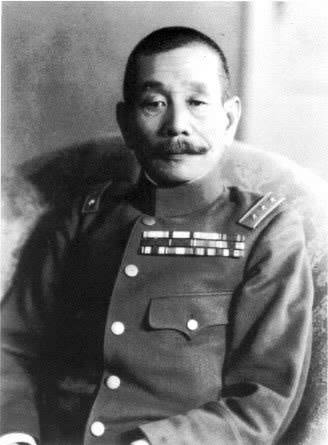
Iwane Macui
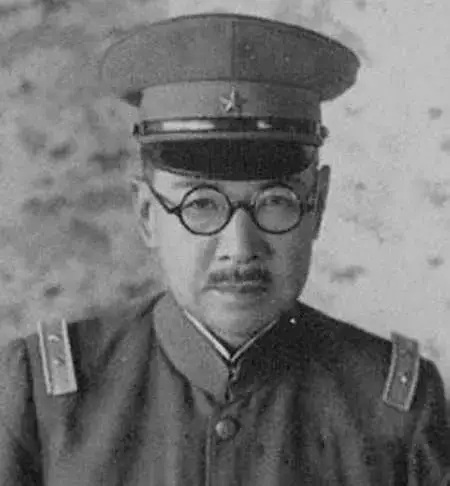
Hisao Tani
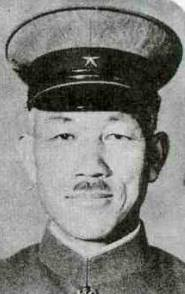
Kesagó Nakadžima
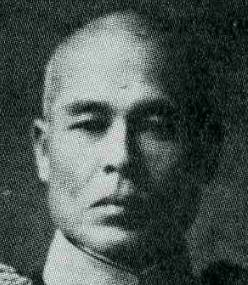
Heisuke Janagawa
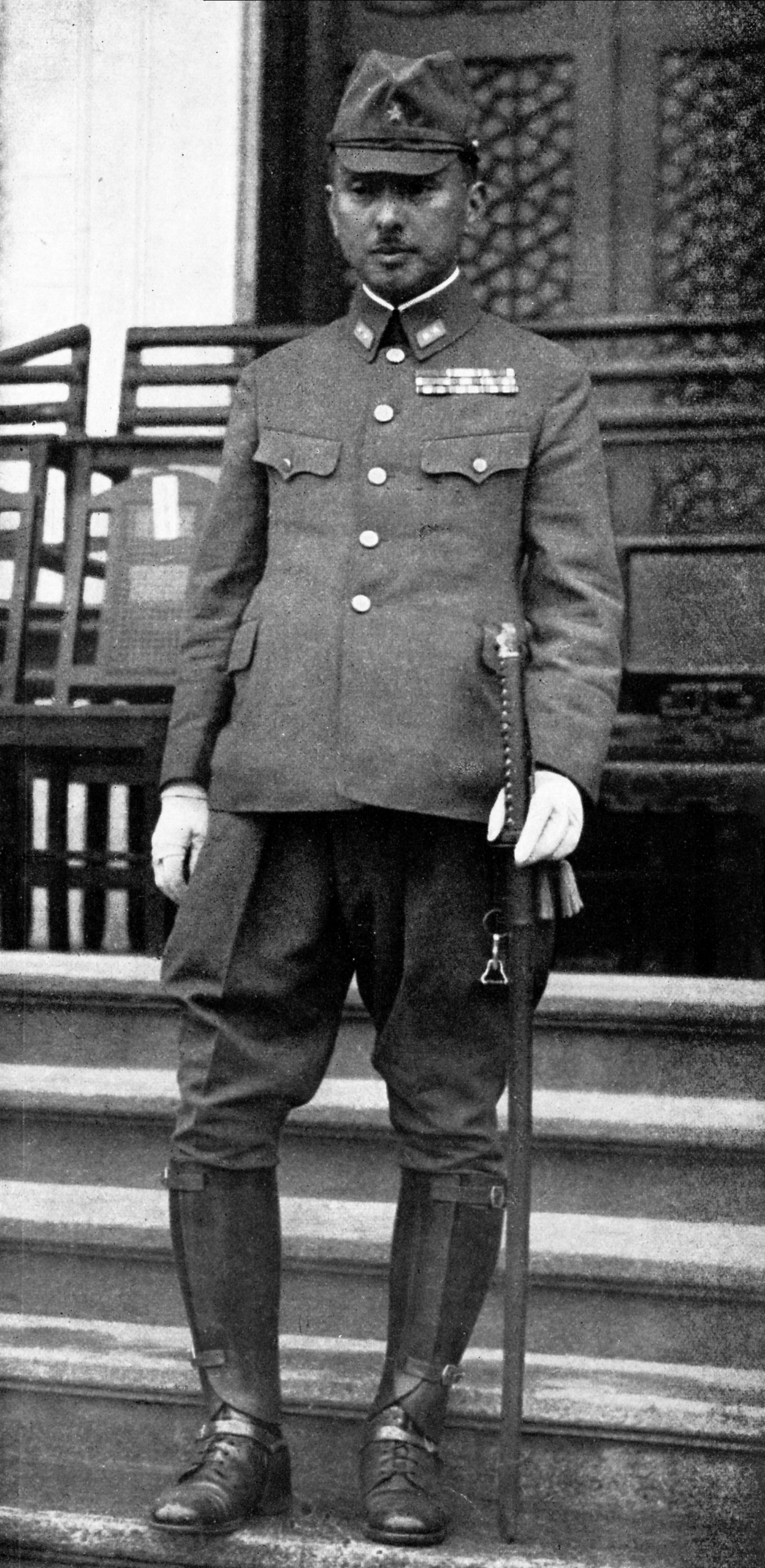
Princ Asaka Jasuhiko
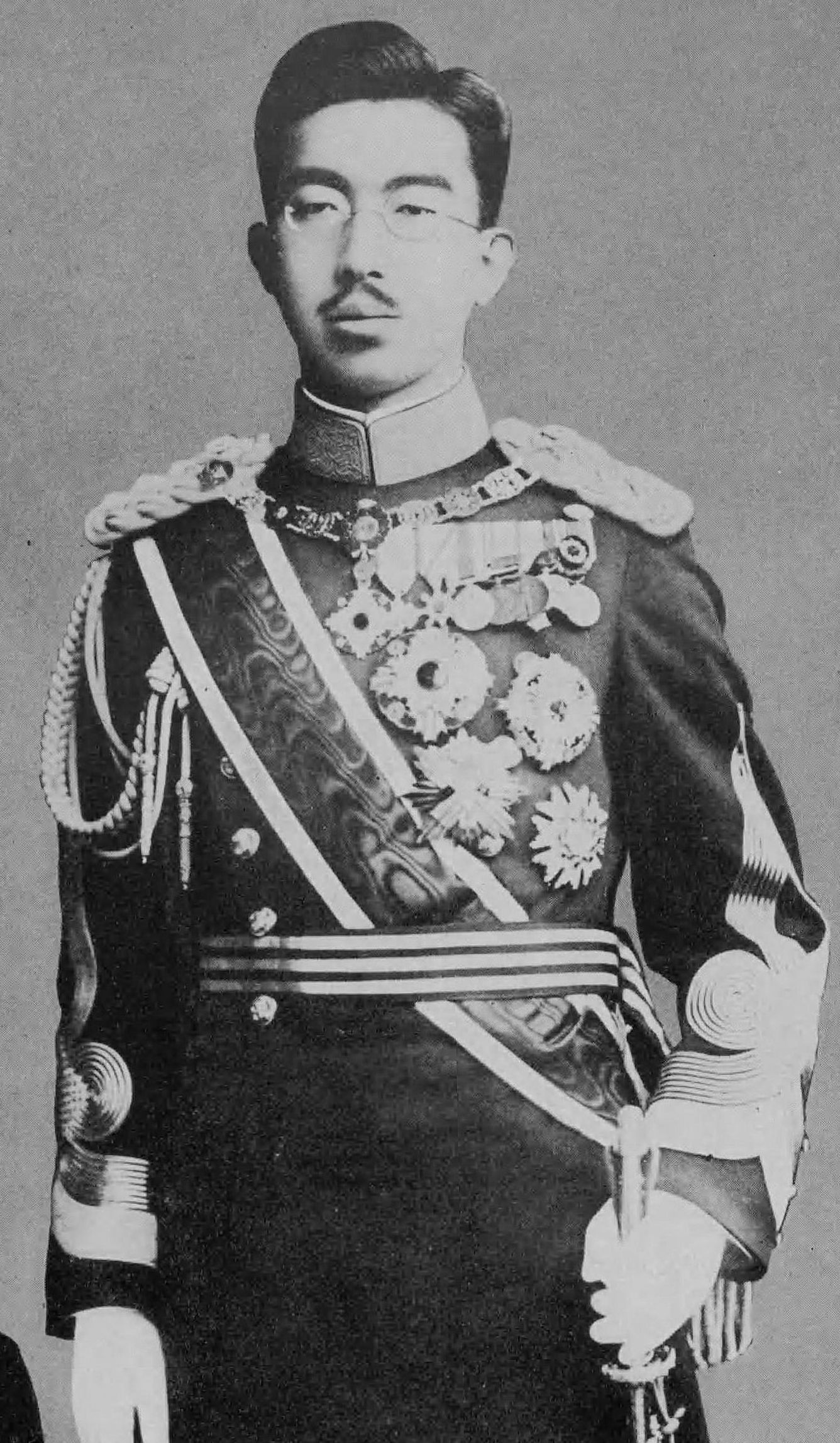
Císař Hirohito

## Poválečný obraz masakru
Desetiletí po masakru Japonsko začalo oficiálně popírat většinu z historie Nankingu. Přispěla k tomu zejména doba studené války, kdy se Japonci v očích USA stali důležitými spojenci proti komunismu v asijském prostoru. Spojené státy proto přecházely mlčením nepotrestání některých válečných zločinců a neměly zájem ani na přílišné publicitě zločinů samých. Komunistická Čínská lidová republika, která na sklonku 40. let nahradila vládu Kuomintangu, držela zemi dlouho v mezinárodní izolaci a později měla zájem na dobrých vztazích s Japonskem. V době korejské války dokonce komunistická propaganda přičítala americkým členům výboru pro nankingskou bezpečnost spoluvinu na popravách a mnozí museli zemi opustit.
Výklad událostí, ke kterým v Nankingu došlo a označení jejich viníků vyvolává v Japonsku tvrdé střety mezi tábory, které by šlo rozlišit jako liberály požadující, aby se Japonsko omluvilo za své válečné zločiny (například historik Tomio Hora či novinář Kacuiči Honda), a konzervativce-nacionalisty, kteří zastávají revizionistická stanoviska (například ultrakonzervativní spisovatel Akira Suzuki či Masaaki Tanaka). Například Sintaró Išihara, přední člen japonské konzervativní Liberální demokratické strany sdělil v roce 1990 v jednom rozhovoru, že: „Lidé říkají, že tam [v Nankingu] Japonci prováděli holocaust, ale není to pravda. Vymysleli si to Číňané. Pošpinilo to obraz Japonska, je to však lež“. Naopak Širó Azuma, první japonský veterán, který se otevřeně přiznal ke svým zločinům v Nankingu a veřejně se za ně omluvil, se stal cílem výhrůžek a zastrašování.
Spory jsou též vedeny o způsob, jakým o druhé světové válce referují japonské učebnice dějepisu. Už od roku 1965 se například se státem soudil japonský historik Saburó Ienaga, protože cenzura upravovala či přímo odstraňovala, z jím napsaných učebnic, informace o japonských válečných zločinech. Soudní spory se přitom protáhly na více než 30 let.

## Muzeum
V Nankingu byl roku 1985 otevřen památník věnovaný obětem masakru. Číslo 300 000, označující předpokládaný počet obětí, je zobrazeno při vstupu do památníku. Památník stojí v místě jednoho z mnoha hromadných hrobů.
16. května 2017 památník jako jeden z prvních zahraničních politiků navštívil český prezident Miloš Zeman se svou manželkou během své oficiální návštěvy Číny. Čínský prezident Si Ťin-pching mu za toto gesto poděkoval.

## Obraz v kultuře
- Black Sun: The Nanking Massacre (1995) – hongkongský film
- Don't Cry, Nanking, jinak též Nanjing 1937 – čínský film
- Dong Jing shen pan (2006) – čínský film o tokijském procesu
- Útěk z Huang Shi (The Children of Huang Shi, 2008) – film v koprodukci Austrálie, Číny, Německa a USA
- Nanking (2007) – dokumentární film USA
- Nanking! Nanking! (2009) – City of Life and Death (Město života a smrti), film v čínsko-hongkongské koprodukci, režie Lu-Čchuan
- John Rabe - Ctihodný občan Třetí Říše – film v koprodukci Francie, Číny a Německa
- Květy války – Čína 2011, režie Čang I-mou
- ŤIN, Cha. Rekviem za Nanking. Praha: Odeon, 2013. 352 s. ISBN 978-80-207-1493-0. – historický román